# Anna Semenóvich
Anna Grigórievna Semenóvich (А́нна Григо́рьевна Семено́вич en ruso) (1 de marzo de 1980 en Moscú, Óblast de Moscú) es una cantante y retirada patinadora sobre hielo.

## Biografía

### Carrera deportiva
En los inicios de su carrera deportiva en danza sobre hielo, patinó con Denis Samokhin en el Campeonato Mundial Júnior de patinaje artístico de 1993 y 1994 donde quedaron octavos y séptimos respectivamente. Tras una breve asociación con Maxim Kachanov en los Goodwill Games de 1994 donde obtuvieron la quinta posición, empezó a patinar con Vladimir Fedorov. Junto a él ganó el Trofeo de Finlandia en dos ocasiones y participó en el Grand Prix.
En 1998 participaron en el Mundial de 1998 donde quedaron en decimoquinto lugar. Un año después se asoció con una nueva pareja, Roman Kostomarov, con quien consiguió la medalla de bronce en el Campeonato Nacional de Rusia de 2000. Compitieron también en los campeonatos Europeo y Mundial en la misma temporada.
Su último compañero de danza sobre hielo fue Denis Samokhin con el que quedó cuarta en el campeonato nacional de Rusia en 2001, mismo año en el que tuvo que retirarse fruto de una lesión.

### Carrera musical y cinematográfica
Tras su retirada del patinaje, empezó a actuar como artista y modelo. Entre los años 2003 y 2007 fue miembro del grupo musical Blestyashchie y un año después sacaría su álbum de debut como solista: Slukhi. En 2009 participó en la preselección rusa de Eurovisión con el sencillo Na morya.
Como actriz tuvo un papel relevante en la película de 2008 Hitler Kaput!.